# Венигцелль
Венигцелль (нем. Wenigzell) — коммуна (нем. Gemeinde) в Австрии, в федеральной земле Штирия. 
Входит в состав округа Хартберг.  Население составляет 1505 человек (на 31 декабря 2005 года). Занимает площадь 35,49 км². Официальный код  —  6 07 49.

## Политическая ситуация
Бургомистр коммуны — Херберт Хофер (АНП) по результатам выборов 2005 года.
Совет представителей коммуны (нем. Gemeinderat) состоит из 15 мест.
- АНП занимает 11 мест.
- СДПА занимает 4 места.